# Mike Niles
Michael Donnell Niles, detto Mike (Los Angeles, 31 marzo 1955), è un ex cestista statunitense, professionista nella NBA.

## Carriera
Venne selezionato dai Philadelphia 76ers al quarto giro del Draft NBA 1979 (83ª scelta assoluta).